# Скляренко Галина Яківна
Галина Яківна Скляре́нко (нар. 26 березня 1955, Київ) — український мистецтвознавець. Член Національної спілки художників України. Кандидат мистецтвознавства.

## Біографія
1977 року закінчила Київський державний художній інститут (нині НАОМА — Національна академія образотворчого мистецтва і архітектури). Педагоги з фаху — Г. Заварова, А. Ревенко.
Працює у відділі образотворчого мистецтва Інституту мистецтвознавства, фольклористики та етнології імені М. Т. Рильського НАН України (від 1980 року).
1998-2005 – член бюро секції критики КОНСХУ.  
Нагороджена: премія молодих вчених НАНУ ( 1985),  премія НСХУ по критиці ( 1989), премія ІМФЕ ім.М.Рильського НАНУ за кращу роботу року ( 1990), Перша премія конкурсу журналу «Образотворче мистецтво» - « Мистецтвознавець-2008». 1998-2003 – член наглядової ради Центру сучасного мистецтва при Києво-Могилянській Академії
Автор монографій:
- (рос.)   «Художник і місто» (Київ: Наукова думка, 1990);
- «Яким Левич: живопис на перехресті часу» (Київ: Дух і літера, 2002;
- «На берегах. Нотатки до українського мистецтва ХХ століття» (Київ: Софія, 2007).
- (рос.) Галина Скляренко / Аким Левич. Вопросы без ответов.(Київ, Софія, 2005.)
- «Сучасне мистецтво України. Портрети художників» (Київ, Huss, 2015, перевидання – 2018 , 2019, 2020),
- «Українські художники з відлиги до перебудови» у 2-х книгах (Київ, Huss, 2020),
- «Нова українська скульптура» (Київ, Huss, 2021).

Автор вступних статей до альбомів про творчість художників Зіновія Толкачова, Олександра Дубовика, Олександра Бородая, Сергія Якутовича, Аркадії Оленської-Петришин та ін., а саме: «Олександр Бабак. Олександр Бородай» (1992);  «Олег Пінчук. Скульптура» (1996); «Олександр Дубовик» (1996), «Микола Білик» (1997); каталогу норвезько-української виставки сучасного мистецтва «Пер Гюнт» (Трондхейм, 1997); «Інтервали» (2000);  «Бренд «Українське» (2002);  «Христина Оленська. Живопис. Скульптура» (Київ, Нью-Йорк, 2002);  «Мистецтво України. 1991-2003» (Київ, 2003);  «Юрій Луцкевич» (Київ, 2004);  «Зіновій Толкачов. Твори з музейних та приватних збірок» (Київ, 2005);  «Олександр Дубовик» (Київ, 2006);  «Георгій Колосовський. Живопис» (Київ, 2006); «Ганна Криволап. Живопис. Альбом» (Київ, 2006);  «Іван Кавалерідзе: життя і творчість» (Київ, 2007); «Диалог с экраном. Рисунки с телевизора художника Акима Левича» (Київ, 2007);  «Сергій Якутович. Абсолютний слух часу.  Альбом» (Київ, 2008); «Тиберій Сільваші. Каталог» (Київ, 2008); «Олександр Бабак» (Київ, 2008); «Олег Тістол. Ю.Бе.Ка.» (Київ, 2008);  «Воля к безмерному: опыт постижения метафизического. Ukrainian Art Today. Kiev-Paris. Альбом.» (Київ, 2008); «Віктор Кудін. Карикатури. Альбом.» (Київ, 2008); «Українська нова хвиля. Друга половина 1980-х-початок 1990-х років. Каталог виставки.НХМУ.» (Київ, 2009);  «Олег Тистол. «Худфонд». Каталог выставки.-М., 2009».
Авторка  статей у журналах «Terra Incognita» «Образотворче мистецтво» та ін.; «Матеріали до історії: Монументально-декоративне мистецтво України другої половини ХХ століття». 
Кураторська діяльність: «Українське мал.-art-ство 1960-1980-х р.р. Три покоління українського живопису» (разом з О.Кузьянцем,  Київ-Оденсе,1990);  куратор виставки живопису О.Агафонова, Г.Григор'євої, Я.Левича (1992, НХМУ),  виставкового проекту «Діалоги» ( разом з Валерієм Сахаруком) –  2002- 2004 р: виставки” “Гавриленко / Сухоліт (малюнок)”, “ Глущенко /Сільваші ( живопис)”, “Тістол / Маценко. Болотяна Лукроза (фотографія)”, “Малевич / Тетянич. Полетіли ( фотографія, тексти, інсталяції)”.- галереї “Аліпій” та “К- 11”; куратор виставки: “Леонід Козлов. Скульптура, живопис, графіка”. (Республіканський будинок художника, Київ, квітень 2003), виставки: «Міф. Українське бароко» (разом з О.Баршиновою, Київ, 2012, Національний художній музей України); «Орієнтація на місцевості»(Київ, НХМУ, 2013); «У нашім раї» ( разом з В.Сахаруком, Київ, Інститут проблем сучасного мистецтва,  2014 , Лондон, галерея Саатчі, 2014); «Інша історія: мистецтво Києва від відлиги до перебудови» (Київ, НХМУ, 2016 ); «Переведи мене через майдан» (Київ, ІПСМ, 2017);  куратор ряду персональних виставок українських художників . 
Педагогічна діяльність: 1992-1995 читала курси лекцій з сучасного мистецтва на мистецтвознавчому факультеті НАМА, 1997 – архітектурному факультеті Національного університету будівництва та архітектури, 2006-2007 – на мистецтвознавчому факультеті ДАКККіМ.  
Одна з перших дослідниць складних етапів в історії українського мистецтва 20го століття.
Г.Скляренко відслідковує авторські версії проявів перформансу, концептуального мистецтва в Україні, аналізує особливості виникнення цього спрямування у вітчизняному контексті, порівнюючи його з західним та  російським художнім досвідом. Матеріалом для аналізу стала творчість художників В.Бахчаняна, Б.Михайлова, Ф.Тетянича, А.Степаненко, Л.Войцехова, С.Ануфрієва, А.Кахідзе та ін..
Була номінована на Державну Шевченківську премії 2022 року.